# Гортина
Гортин или Гортина (на старогръцки: Γορτύν или Γόρτυνα; на гръцки: Γόρτυς) e древен град в централен Южен Крит, на около 40 км южно от Ираклио при Агии Дека. Разположен е в долината Месара в подножието на планината Ида.

## Митология
Градът е посочен в митологията като мястото, където красавицата Европа, пленена от преобразения като бик Зевс, зачева от него под един чинар (който оттогава расте вечнозелен) синовете им Минос, Радамант и Сарпедон.

## История
Гортина е известна със своя най-стар законов кодекс в Европа, познат като гортински закони.
Градът е споменат в Илиадата на Омир във втора песен, стих 646:
Славният с копие Идоменей бе водач на критяни,

волно живеещи в Кносос и в здравата крепост Гортина,

в Ликт и в Милет, и в Ликаст, белокаменна крепост известна,

още в Ритий и Фест, градове многолюдни, старинни,

тия, които живееха също в сто селища критски,

тях ги предвождаха Идоменей, знаменитият воин,

и Мерион, на убиеца бог Ениалий подобен.
Гортина е обитавана още от неолита около 4000-3500 г.пр.н.е.
През 189 пр.н.е. Ханибал намира тук подслон.
По време на Римската империя градът е столица на провинция Крит и Киренайка.
През 59 г. тук проповядва апостол Павел. През 395 г. градът е част от Византия.